# Limnophora tepunae
Limnophora tepunae är en tvåvingeart som beskrevs av Malloch 1932. Limnophora tepunae ingår i släktet Limnophora och familjen husflugor. Inga underarter finns listade i Catalogue of Life.